# Алиевский, Моисей Мордухович
Моисей Мордухович Алиевский (1888—1955) — начальник Отдела актов гражданского состояния (ОАГС) НКВД СССР, майор государственной безопасности (1935). Осужден к 15 годам ИТЛ, реабилитирован посмертно.

## Биография
Родился в еврейской семье ремесленника-булочника. Член Еврейской социал-демократической рабочей партии «Поалей цион» (ЕСДРП) с 1904 до 1908 и с 1917 до 1918. Член Объединённой еврейской компартии с 1918 до сентября 1919, затем в РКП(б). Образование получил в еврейской школе в 1901.
Ученик, рабочий в булочной отца в Прилуках с 1901 до 1905, когда был арестован за организацию забастовки в Прилуках в 1905. Конторщик в транспортной конторе по таксировке железнодорожных фрахтов в Прилуках с 1908 до 1914. Подмастерье в булочной брата в Лубнах с января 1915 до 1917. Находился в Киеве с 1918 до 1919, там же заведующий жилищным отделом 6-й коммунальной комиссии РИК до захвата города белогвардейцами. Заведующий организационно-инструкторской секцией, заведующий секцией учёта и распределения Центрального жилищного отдела в Москве с сентября 1919 до февраля 1920. Рядовой Коммунистического батальона ОСНАЗ в Москве с декабря 1919 до января 1920.
В органах ВЧК—ОГПУ—НКВД делопроизводитель управления Особого отдела (ОО) ВЧК с февраля до 1 августа 1920, затем помощник начальника оперативного отделения управления ОО ВЧК-ГПУ-ОГПУ до 1 января 1924, заместитель до 1 ноября 1925, снова помощник до 4 февраля 1932, и опять заместитель до 10 июля 1934. Временно исполняющий должность начальника ОАГС НКВД СССР с 11 июля до 15 августа 1934, когда был утверждён в должности начальника, и находился на этой должности до ареста.
Арестован 5 ноября 1938. Приговорён ВКВС СССР по нескольким пунктам 58-й статьи УК РСФСР к 15 годам ИТЛ. До самой смерти отбывал наказание в исправительно-трудовых лагерях, не дожив менее полугода до реабилитации в ноябре 1955.

### Звания
- майор госбезопасности, 05.12.1935.

### Награды
- знак «Почётный работник ВЧК—ГПУ (V)» № 107;
- знак «Почётный работник ВЧК—ГПУ (XV)», 20.12.1932.